# Rhinguldet
Rhinguldet (tysk: Das Rheingold) er den første af de fire operaer, som udgør operatetralogien Der Ring des Nibelungen af Richard Wagner, som både har komponeret musikken og skrevet librettoen.
Das Rheingold blev oprindeligt skrevet som en indledning (Vorabend) til den egentlige Ring; Das Rheingold hører dog til cyklussen, som generelt betragtes som bestående af fire individuelle operaer.
Rhinguldet er historien om hvordan dværgen Alberich røver rhinguldet og gør det til en ring, der giver alverdens magt, hvorefter guden Wotan hugger den og bruger den som betaling for opførelsen af borgen Valhalla. Grundlaget for hele værket etableres i optakten til operaen, der forløber over mere end 136 takter. Forspillet begynder på et lavt es og udvikles efterhånden til mere forfinede E-durs-figurationer for at skildre den flydende Rhin. Dette forspil anses for den mest kendte dronemusik i repertoiret; det varer ca. fire minutter. Wagner hævdede i sin selvbiografi Mein Leben, at den musikalske idé kom til ham, mens han lå halvt i søvne på et hotel i La Spezia i Italien, men dette er blevet bestridt af John Deathridge og andre.
Das Rheingold fik premiere på Nationaltheater i München den 22. september 1869 med August Kindermann i rollen som Wotan, Heinrich Vogl som Loge og Wilhelm Fischer som Alberich. Wagner havde ønsket, at denne opera skulle have haft premiere som en del af den samlede cyklus, men han blev tvunget til at lade Das Rheingold få en tidligere premiere efter pres fra sin mæcen, kong Ludwig 2. af Bayern. Da den samlede cyklus blev opført, blev operaen spillet den 13. august 1876 i Bayreuther Festspielhaus.

## Komposition
Historisk er der meget få eksempler på, at en kunstner så konsekvent har fulgt sit mål, som Wagner gjorde det med sin tetralogi, Der Ring des Nibelungen. Så tidligt som i 1840'erne begyndte Wagner at søge i den tyske og nordiske mytologi efter materiale til et episk værk, og det var først i slutningen af 1874, at han satte punktum for den kreative proces og afsluttede orkestreringen af Götterdämmerung. Wagners første plan var egentlig blot at komponere en enkelt opera, Siegfrieds Tod; til dette formål skrev han i 1848 et digt, hvis indhold nu i al væsentlighed er henlagt til operaen med navnet Götterdämmerung. Det blev snart indlysende for ham, at det ville kræve så mange indledende forklaringer, hvis begivenhederne i "Siegfrieds Tod" skulle fremstå begribelige for tilskuerne, at der var behov for en et indledende drama. Således planlagde Wagner et værk, der skulle opføres før "Siegfrieds Tod", et værk han kaldte Der junge Siegfried. Han endte med at tilføje endnu to andre, således at projektet i sidste ende kom til at udgøre en tetralogi af værker.
Wagner arbejdede naturligvis ikke udelukkende på Ringen i de nogen og tredive år, der gik fra han fik den oprindelige ide, til værket var afsluttet. Wagner skrev sine libretti til de fire operaer i slutningen af 1840'erne og begyndelsen af 1850'erne, musikken til Das Rheingold komponerede han i 1853-1854, musikken til Die Walküre i 1854-1856 og i 1856-1857 de to første akter af Siegfried, som han dog ikke orkestrerede. På dette punkt tog han en pause fra arbejdet på tolv år, i løbet af hvilke han komponerede Tristan und Isolde og Die Meistersinger von Nürnberg. I 1869 begyndte han med usvækket entusiasme og inspiration atter at arbejde på Ringen, og i årene 1869-1874 færdiggjorde han Siegfried og skabte finalen til tetralogien, Götterdämmerung.
Das Rheingold blev uropført i München den 22. september 1869. Den første opførelser som en del af den komplette Ring-cyklus fandt sted i Bayreuth den 13. august 1876.

## Roller
| Rolle      | Stemmetype               | Originalbesætning 22. september 1869 (Dirigent: Franz Wüllner) | Besætning ved premieren på den komplette cyklus 13. august 1876 (Dirigent: Hans Richter) |
| Guder      | Guder                    | Guder                                                          | Guder                                                                                    |
| ---------- | ------------------------ | -------------------------------------------------------------- | ---------------------------------------------------------------------------------------- |
| Wotan      | Basbaryton               | August Kindermann                                              | Franz Betz                                                                               |
| Loge       | Tenor                    | Heinrich Vogl                                                  | Heinrich Vogl                                                                            |
| Fricka     | Mezzosopran              | Sophie Stehle                                                  | Friederike Grün                                                                          |
| Freia      | Sopran                   | Henriette Muller                                               | Marie Haupt                                                                              |
| Donner     | Basbaryton               | Karl Samuel Heinrich                                           | Eugen Gura                                                                               |
| Froh       | Tenor                    | Franz Nachbaur                                                 | Georg Unger                                                                              |
| Erda       | Alt                      | Emma Seehofer                                                  | Luise Jaide                                                                              |
| Nibelunger |                          |                                                                |                                                                                          |
| Alberich   | Baryton                  | Karl Fischer                                                   | Karl Hill                                                                                |
| Mime       | Tenor                    | Max Schlosser                                                  | Karl Schlosser                                                                           |
| Nibelunger |                          |                                                                |                                                                                          |
| Kæmper     |                          |                                                                |                                                                                          |
| Fasolt     | Basbaryton               | Toni Petzer                                                    | Albert Eilers                                                                            |
| Fafner     | Bas                      | Kaspar Bausewein                                               | Franz von Reichenberg                                                                    |
| Rhindøtre  |                          |                                                                |                                                                                          |
| Woglinde   | Sopran                   | Anna Kaufmann                                                  | Lilli Lehmann                                                                            |
| Wellgunde  | Sopran eller mezzosopran | Therese Vogl                                                   | Marie Lehmann                                                                            |
| Flosshilde | Mezzosopran              | Wilhelmine Ritter                                              | Minna Lammert                                                                            |

## Synopsis
Das Rheingold, som er betydeligt kortere end de tre følgende operaer, består af fire scener, der opføres uden pause.

### Scene 1
De tre rhindøtre, Woglinde, Wellgunde, og Flosshilde, leger sammen på bunden af Rhinen. Alberich, en dværg, kommer ud af en sprække og forsøger at bejle til dem. Alberichs grimhed slår dem, og rhindøtrene gør nar ad hans tilnærmelser, og han bliver vred. Da solen står op, glæder pigerne sig over den gyldne glød, der breder sig. Alberich spørger, hvad det er. Rhindøtrene fortæller ham om Rhinens guld, som deres far har bedt dem våge over: Det kan laves om til en magisk ring, der vil lade sin bærer herske over verden, men kun af en person, der først giver afkald på kærligheden. De tror, de har intet at frygte fra dværgen, men Alberich, der er forbitret af deres hån, forbander kærligheden, griber guld og forlader de forfærdede rhindøtre.

### Scene 2
Wotan, gudernes hersker, sover på en bjergtop med Fricka, sin kone. Fricka vågner og ser en storslået borg bag dem. Hun vækker Wotan og siger, at deres nye hjem er færdigt. Det er kæmperne Fasolt og Fafner, der har bygget slottet; til gengæld herfor har Wotan tilbudt dem Frickas søster Freia, gudinden for ungdom og skønhed og feminin kærlighed. Fricka er bekymret for sin søster, men Wotan er overbevist om, at de ikke bliver nødt til at give Freia væk, fordi han har sendt sin kloge tjener Loge ud i verden for at finde noget andet at give kæmperne i stedet.
Freia, der er rædselsslagen, kommer ind, fulgt af Fasolt og Fafner. Fasolt kræver betaling for arbejdet og påpeger, at Wotans love er ridset ind i hans spyd, herunder hans kontrakt med kæmperne, som Wotan derfor ikke kan krænke. Tordenguden Donner og forårsguden Froh kommer for at forsvare deres søster Freia, men Wotan standser dem, da han ikke kan bryde sin aftale med kæmperne og ej heller stoppe dem med magt. Han håber Loge vil komme med en alternativ betaling og forsøger at holde dem hen.
Da Loge endelig dukker op, er hans rapport nedslående for Wotan: Der er intet, mænd vil acceptere i bytte for kærlighed og således ikke noget, som kæmperne vil kunne acceptere i bytte for Freia. Loge fortæller dem, at han kun var i stand til at finde ét tilfælde, hvor en person gerne opgav kærlighed for noget andet. Dværgen Alberich har nemlig opgivet kærligheden, stjålet rhinguldet og skabt en magisk ring ud af det. En diskussion om ringen følger herefter, og alle finder grund til at ønske sig den. Fafner fremsætter derfor et tilbud: Kæmperne vil acceptere rhinguldet som betaling for borgen i stedet for Freia. Da Wotan forsøger at forhandle om det, tager kæmperne af sted og tager Freia med som gidsel.
Freias gyldne æble har holdt guderne evigt unge, men i hendes fravær begynder de at ældes og svækkes. For at vinde Freia tilbage beslutter Wotan at følge Loge ned under jorden i jagten på ringen.

### Scene 3
I Nibelheim har Alberichs gjort de andre dværge til sine slaver, som nu høres arbejde ved deres ambolte. Han har tvunget sin bror Mime, den dygtigste smed til at skabe en magisk hjelm (Tarnhelm). Alberich viser hjelmens magt ved at gøre sig usynlig, hvorved han bedre kan pine sine undersåtter. Hjelmen kan også ændre sin bærers form og teleportere vedkommende over lange afstande.
Wotan og Loge ankommer og støder på Mime, der fortæller dem om at Alberich har smedet ringen og om den elendighed Nibelungerne lider under hans styre. Alberich vender tilbage og befaler sine slaver at ophobe en stor bunke guld. Da de er færdige, sender han dem ud og vender sin opmærksomhed mod de to besøgende. Han prale med sine planer om at erobre verden og viser sin magt ved at omdanne sig til en kæmpe slange. Loge foregiver at tvivle på hans dygtighed, og spørger ham, om han også kan forvandle sig til et lille dyr, en tudse. Mens han er en tudse, pågriber de to guder ham hurtigt, binder ham og tager ham med op til overfladen.

### Scene 4
På bjerget tvinger Wotan og Loge Alberich til at give sin formue til gengæld for sin frihed. De løsner hans højre hånd, og med den hidkalder han sine slaver, der bringer guldskatten med sig. Da guldet er blevet leveret, beder han at få hjelmen tilbage, men Loge siger, at den er en del af hans løsepenge. Til sidst kræver Wotan også ringen. Alberich nægter, men Wotan tager den fra hans finger og tager den på. Alberich er knust over sit tab, men før han forlader dem, forbander han ringen: Indtil den atter er i hans besiddelse, skal enhver, der ikke ejer den, ønske den, og enhver, der har den, leve i angst, indtil han bliver dræbt, og den næste ejer røver den.
Guderne samles igen. Fasolt og Fafner vender tilbage med Freia. De er tilbageholdende med at frigive Freia, for Fasolt insisterer på, at de skal have så meget af skatten, som der skal bruges til at begrave Freia i guld. De hober skatten op, og Wotan tvinges til at opgive hjelmen for at dække Freia helt. Men Fasolt får imidlertid øje på en lille sprække i guld, hvorigennem Freias øje kan ses. Han kræver, at Wotan fylde den med ringen. Loge minder alle tilstedeværende om, at ringen rettelig tilhører rhindøtrene. Wotan svarer vredt, at han selv vil beholde den, hvorefter begynder at gå med Freia, da Wotan ikke vil overholde aftalen.
Pludselig dukker Erda, jordens gudinde, en ur-gudinde der er ældre end Wotan, op af jorden. Hun advarer Wotan mod forestående undergang og opfordrer ham til at opgive den forbandede ring. Wotan tilbagekalder kæmperne og overgiver dem ringen. Kæmperne frigiver Freia og begynder at dele skatten, men de skændes om selve ringen. Fafner slår herefter Fasolt til døde med en kølle. Wotan er da klar over, at Alberichs forbandelse har en frygtelig magt. Loge bemærker, at Wotan er heldig, da hans fjender dræber hinanden for det guld, han har opgivet.
Til sidst bereder guderne sig på at indtage deres nye hjem. Donner skaber et tordenvejr for at rense luften. Efter stormen er ovre, lader Froh en regnbue bygge bro, så de kan komme over til slottets indgang. Wotan fører dem over broen til slottet, som bærer navnet Valhalla. Fricka spørger ham om navnet, og han svarer gådefuldt, at dets betydning vil blive klart, når hans planer kommer til at bære frugt.
Loge, som ved, at guderne imødeser deres endeligt, følger ikke de andre til Valhalla; han er fristet til at ødelægge dem og alt de har fejlagtigt har erhvervet sig. I Rhinen nedenfor begræde rhindøtrene tabet af deres guld og erklærer, at gudernes herlighed kun er en illusion.

## Links
- Et uddrag af Det Kongelige Teaters opsætning af operaen kan ses online Arkiveret 29. maj 2010 hos  Wayback Machine
- Richard Wagner – Das Rheingold. Et galleri med historiske postkort fra Richard Wagners opeaer
- Partitur for stemmerne til Das Rheingold
- Librettoen til Das Rheingold på tysk
- Den komplette libretto til Der Ring des Nibelungen på engelsk og tysk Arkiveret 13. maj 2008 hos  Wayback Machine
- Das Rheingold på DVD Arkiveret 21. maj 2008 hos  Wayback Machine